# Pascal Zullino
Pascal Zullino (Matera, 26 agosto 1964) è un attore e sceneggiatore italiano.

## Biografia
Inizia a frequentare i suoi primi laboratori teatrali a Matera e, dopo aver conseguito il diploma nella sua città natale, si trasferisce a Roma dove frequenta la scuola teatrale La Scaletta dei maestri Antonio Pierfederici e Giovan Battista Diotaiuti. Nel 1985 scrive e dirige il suo primo spettacolo, Diario di un pazzo, tratto dall'opera di Nikolaj Gogol'. Dopo aver lavorato con Giorgio Albertazzi, nel 1996 si trasferisce a Londra dove lavora per una fiction, e l'anno successivo ritorna in Italia dove gira il suo primo cortometraggio intitolato Arturo.
Nel 2006 scrive e interpreta Il rabdomante; successivamente fa parte del cast dei film Tutto torna e Un giorno della vita, dove è uno degli attori protagonisti.
Nel 2024 entra a far parte del cast del real drama "Un posto al sole", nella parte di Pierluigi Russo, il professore di inglese della scuola serale.

## Filmografia

### Cinema
- Cupido, regia di Andrea Leoni - cortometraggio (1993)
- Il rabdomante, regia di Fabrizio Cattani (2007)
- Tutto torna, regia di Enrico Pitzianti (2008)
- L'inizio di niente, regia di Mohsen Melliti, episodio del film All Human Rights for All (2008)
- La grata, regia di Fabio Morichini e Matteo Sapio (2009)
- Au pair, regia di Giulio La Monica - cortometraggio (2009)
- Un giorno della vita, regia di Giuseppe Papasso (2011)
- Maternity Blues, regia di Fabrizio Cattani (2011)
- Il tour di Davide, regia di Nicola Sersale - cortometraggio (2012)
- Una domenica notte, regia di Giuseppe Marco Albano (2013)
- Ameluk, regia di Mimmo Mancini (2014)
- Suburra, regia di Stefano Sollima (2015)
- Il vangelo secondo Mattei, regia di Antonio Andrisani e Pascal Zullino (2016)
- La notte più lunga dell'anno, regia di Simone Aleandri (2022)

### Televisione
- R.I.S. 5 - Delitti imperfetti, regia di Fabio Tagliavia - serie TV, episodio 5x12 (2009)
- Crimini - serie TV, 1 episodio (2010)
- Il signore della truffa - film TV (2010)
- Un caso di coscienza - miniserie TV, 2 episodi (2013)
- C'era una volta Studio Uno - miniserie TV (2017)
- Sorelle (serie televisiva)  - serie televisiva (2017)
- Il cacciatore, regia di Davide Marengo e Fabio Paladini - serie televisiva, episodio 3x04 (2021)
- Nero a metà, regia di Claudio Amendola - serie televisiva, episodio 3x03 (2022)